# Staphylococcus
Stafilokoki (lat.Staphylococcus) su gram-pozitivne bakterije loptastog oblika (koke), grupirane u kolonije. Postoji preko trideset vrsta stafilokoka, od kojih su najpoznatije one patogene za čovjeka:
- Staphylococcus aureus (zlatni stafilokok)
- Staphylococcus epidermidis (epidermalni stafilokok)
- Staphylococcus saprophyticus (saprofitni stafilokok)

Inače, stafilokoki su dio normalne bakterijske flore i uglavnom samo kod osoba s oslabljenim imunitetom mogu izazvati infekcije pa su zato česti uzrok bolničkih infekcija. Posebna grupa stafilokoka, meticilin rezistentni stafilokokus aureus - MRSA razvila je veoma jaku otpornost na antibiotike.